# Mirka2-rx

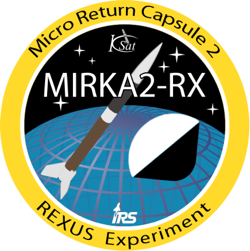
Missionslogo MIRKA2-RX

MIRKA2-RX ist ein Projekt der Studentischen Kleinsatellitengruppe der Universität Stuttgart. Das Projekt ist eine vorbereitende Studie für das bereits laufende CAPE-Projekt. Beide Projekte werden vom Verein KSat e.V. und dem Institut für Raumfahrtsysteme der Universität Stuttgart betreut.

## Beschreibung
Bei der Mission MIRKA2-RX wurde die Wiedereintrittskapsel MIRKA2 von der REXUS19-Rakete im Apogäum ausgestoßen. Die Kapsel sollte im Fall Daten über ihr Flugverhalten, ihre Position und Druckdaten der Atmosphäre sammeln. Die Daten sollten über eine Satellitenverbindung an die Bodenstation gesendet werden.
Das REXUS/BEXUS-Program wird von dem Deutschen Zentrum für Luft und Raumfahrttechnik, dem Zentrum für angewandte Raumfahrttechnologie und Mikrogravitation und der Europäische Weltraumorganisation angeboten. Studentische Gruppen haben dabei die Möglichkeit, ihre Experimente in der Schwerelosigkeit zu testen. Jedes Team bekommt für ihr Experiment einen Teil der Rakete zur Verfügung gestellt, das Raketen-Modul. In dem Modul wird das Experiment aufgebaut, getestet und später in der REXUS-Rakete geflogen.

### Missionsziel
Das Ziel der Mission ist die Qualifizierung der Kapselform, der Kapselelektronik in der Schwerelosigkeit und des Separationsmechanismus für die nachfolgende Cubesat-Mission CAPE. Durch diese Mission soll eine Plattform geschaffen werden, mit der Hitzeschilde günstig und vergleichsweise einfach getestet werden können.

## Vorbereitende Arbeiten

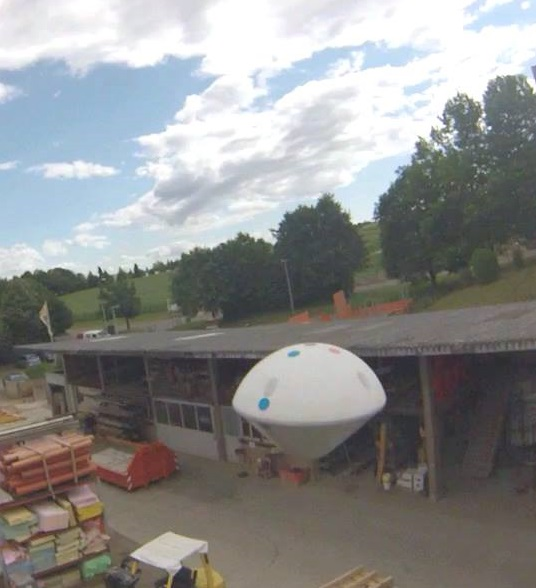
Fallexperiment der Kapsel mit einem Kran

Als Vorbereitung für das REXUS-Experiment wurden zwei größere Vorversuche durchgeführt. Der erste war ein Falltest mit einer Testkapsel, die dafür mit einer IMU (Inertial Measurement Unit) ausgestattet und aus einer Höhe von etwa 27 Metern von einem Baukran fallen gelassen wurde, um die Aerodynamik zu prüfen. Die Kapsel drehte sich während des Falles stets wieder in die gewünschte Lage, bei der die Kapselunterseite gegen den anströmenden Wind zeigt. Es wurden vorläufige Tests mit den Sensoren der Kapselelektronik durchgeführt, welche den Fall, bzw. die Bewegung der Kapsel dokumentierten.
Um das Experiment ohne störende Seitenwinde zu wiederholen, wurde die Kapsel zusätzlich in einem horizontalen Windkanal getestet. Der Windkanal wurde zusammen mit dem Institut für Strömungsmechanik und Hydraulische Strömungsmaschinen (IHS) der Universität Stuttgart aufgebaut. In diesem Experiment wurde die aerodynamische Stabilität der Kapsel aus dem Fallexperiments reproduziert und bestätigt.

## Start und Flug
Am 18. März 2016 erfolgte der Start des Experiments am Esrange Space Center. Die Kapsel wurde nach 126 Sekunden in 77,744 km Höhe ausgestoßen und erreichte im Fall etwa Mach 4.
Mithilfe der Bordelektronik wurden GPS-Koordinaten, Lage-, Druck- und Temperaturmessdaten über Iridium an die Bodenstation übertragen. Der Aktivierungsmechanismus versagte jedoch teilweise, sodass die Elektronik der Kapsel erst beim Aufprall auf den Boden aktiviert wurde. Die Kapsel wurde dennoch an der übermittelten Position gefunden.
Die Auswertung der Daten ergab eine 15 % größere Betriebszeit als erwartet, trotz zeitweise starker Spannungsschwankungen wurden 21 kB mit im Mittel 12,1 Byte/s für 29 Minuten und 53 Sekunden gesendet. Die Auswertung des Landekraters wies auf einen stabilen Flug hin. Sowohl das in REXUS19 verbliebene redundante Elektroniksystem als auch der Auswurfmechanismus funktionierten ordnungsgemäß.
Die Kapsel wird damit als im Wesentlichen geeignet für CAPE bewertet. Auf Basis der gesammelten Daten soll eine thermodynamische Analyse und eine Überarbeitung der elektronischen Subsysteme durchgeführt werden.

## Missionsdaten

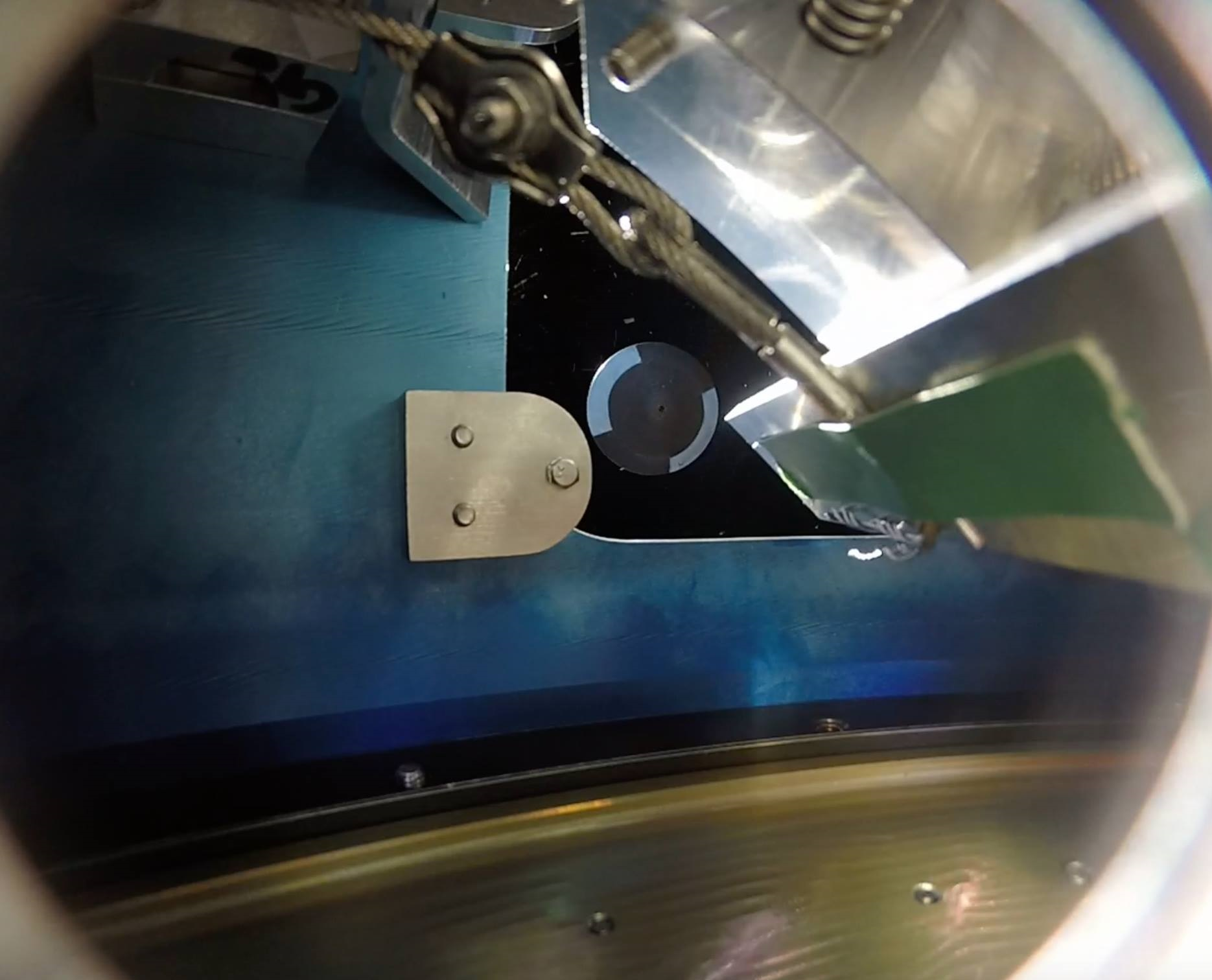
Kapselauswurf aus dem REXUS-Modul

| Gewicht (gesamt):              | ca. 5 kg                              |
| Gewicht (Kapsel):              | 528 g                                 |
| Abmessungen des Moduls:        | Radius 150 mm, Höhe 220 mm            |
| Abmessungen der Kapsel:        | Radius (Schulter): 100 mm, Höhe 79 mm |
| Separationshöhe:               | 77,744 km                             |
| Raketenflugzeit (bis Auswurf): | 126 Sekunden                          |
| Fallzeit der Kapsel:           | ca. 8 Minuten                         |
| Betriebsdauer:                 | 29 Minuten 53 Sekunden                |